# USS Aries (PHM-5)
Pour les articles homonymes, voir USS Dolphin.
L' USS Aries (PHM-5) était le cinquième navire de sa classe d'hydroptères exploité par l'United States Navy. Les navires de classe Pegasus (PHM pour Patrol, Hydrofoil, Missile) patrouilleurs d’attaque rapide et lance-missiles ont été conçus pour leur grande vitesse et leur mobilité. 
Malgré leur petite taille, ils portaient un gros canon Otobreda 76 mm. Aries a été nommé pour la constellation du Bélier.
Aries a été établi le 7 janvier 1980 à Renton, Washington, par Boeing Integrated Defence Systems, lancé le 5 novembre 1981, parrainé par Mme Earl B. Fowler, l'épouse du vice-amiral Earl B. Fowler Jr. (en), commandant, Naval Sea Systems Command (en), et a été mis en service au chantier naval de Puget Sound le 18 septembre 1982, sous le commandement du lieutenant-commandant Carl E. Weiscopf.

## Service
Aries a opéré à Puget Sound jusqu'au 23 novembre 1982, date à laquelle il a rejoint Key West, en Floride, son port d'attache, en transitant par le canal de Panama . Après les essais en mer, il a mené de multiples opérations de maintien de l'ordre contre des trafiquants de drogue en coopération avec l'United States Coast Guard, jusqu'au début 1984. En février 1984, le navire de guerre a élargi sa sphère d'opérations pour inclure le golfe du Mexique et la côte est de l'Amérique centrale. À la fin d'avril, il a participé à l'exercice "Ocean Venture 84". Le 11 juin, Aries a quitté Key West pour les eaux autour de Porto Rico pour participer à la phase initiale d'UNITAS XXV , l'édition 1984 de la série annuelle d'exercices multilatéraux menés avec des unités de diverses marines latino-américaines. Fin juin, il est retourné à Key West pour reprendre son service normal, des manœuvres menées au large de la côte est de l'Amérique centrale. 
Aries a passé le reste de 1984 et la première partie de 1985 à s'engager dans des opérations à proximité immédiate de Key West. En mars, il s'est rendu à Porto Rico pour participer à un exercice de préparation, READEX 1-85. Début mai, elle s'est rendue à Onslow Beach (en), où il a pris part à l'exercice "Solid Shield 85". À la mi-juin, Aries s'est trouvé de nouveau dans les eaux près de Porto Rico pour la phase initiale d'UNITAS XXVI. En juillet et au début d'août, le navire de guerre a effectué des opérations normales depuis sa base de Key West. Son troisième exercice de préparation de la flotte a occupé la dernière moitié d'août. En septembre, Aries a repris les opérations locales depuis Key West et est resté ainsi occupé pour le reste de 1985.
En janvier 1986, il est allé à la Base navale de Mayport, en Floride, pour une disponibilité de trois mois. Puis il est parti dans les Caraïbes pour un autre exercice UNITAS au cours duquel il a fait des escales à La Guaira, Venezuela, et à St. Johns, Antigua. Aries est revenu à Key West le 14 août et a effectué des missions d'entraînement locales jusqu'à la mi-octobre. Le 14 octobre, il a mis le cap sur la Naval Amphibious Base Little Creek, en Virginie, pour participer à un projet spécial pour le chef des opérations navales. Au cours des deux mois suivants, Aries partagea son temps entre son port d'attache et les opérations au large des caps de Virginie. Aries est rentré dans son port d'attache le 17 décembre et a passé le reste de l'année dans ce voisinage. Aries a été désarmé le 30 juillet 1993.

## Mémorial
L' USS Aries PHM-5 Hydrofoil Memorial, Inc a obtenu le navire Aries pour réhabilitation en tant que mémorial situé sur la Grand River à Brunswick dans le Missouri en 1996.  Cependant, à partir de 2010, le fondateur du musée, Eliot James, a déclaré que le musée ne resterait peut-être pas dans le Missouri et qu'il déplacerait probablement Aries et le musée vers le sud, près du golfe du Mexique.
Consacré à la préservation des hydroptères de tous types, le musée USS Aries Hydrofoil Museum est centré autour d'Aries. James, ne connaissant rien aux hydroptères, avait acheté l'Aries pour la ferraille en 1996. Le trouvant en bon état, il a navigué de Charleston, en Caroline du Sud jusqu'au Missouri et a décidé de le restaurer. Depuis, il a récupéré d'autres hydroptères ( comme le Fresh-1 Hydrofoil  au sein du musée national des hydroptères, les navires se déplaçant par leurs propres moyens lors de festivals au bord de l'eau et d'autres événements.
Il est situé à Gasconade, sur la rive de la rivière Gasconade, en amont de la confluence avec la rivière Missouri.

## Galerie

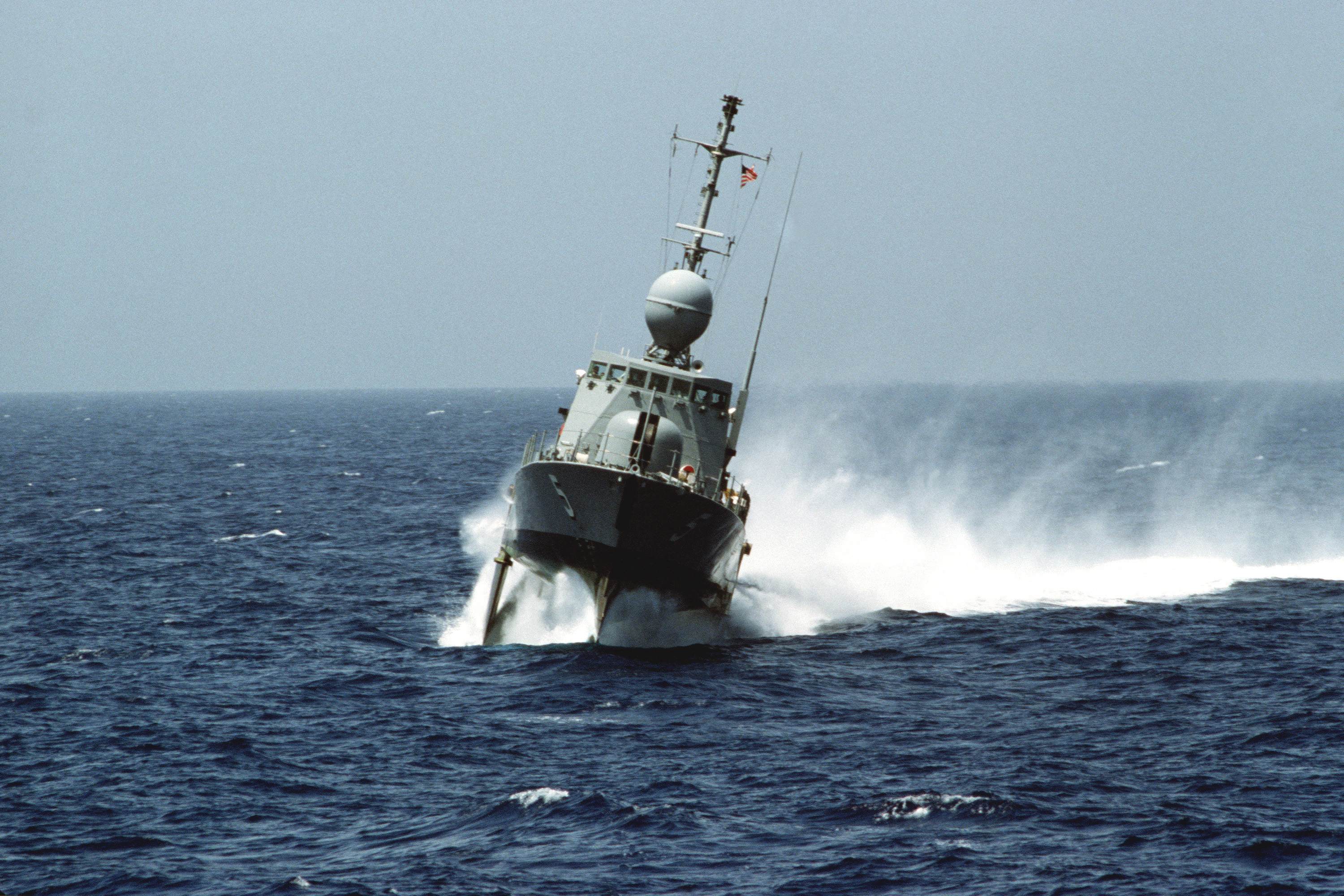
Aries en mer
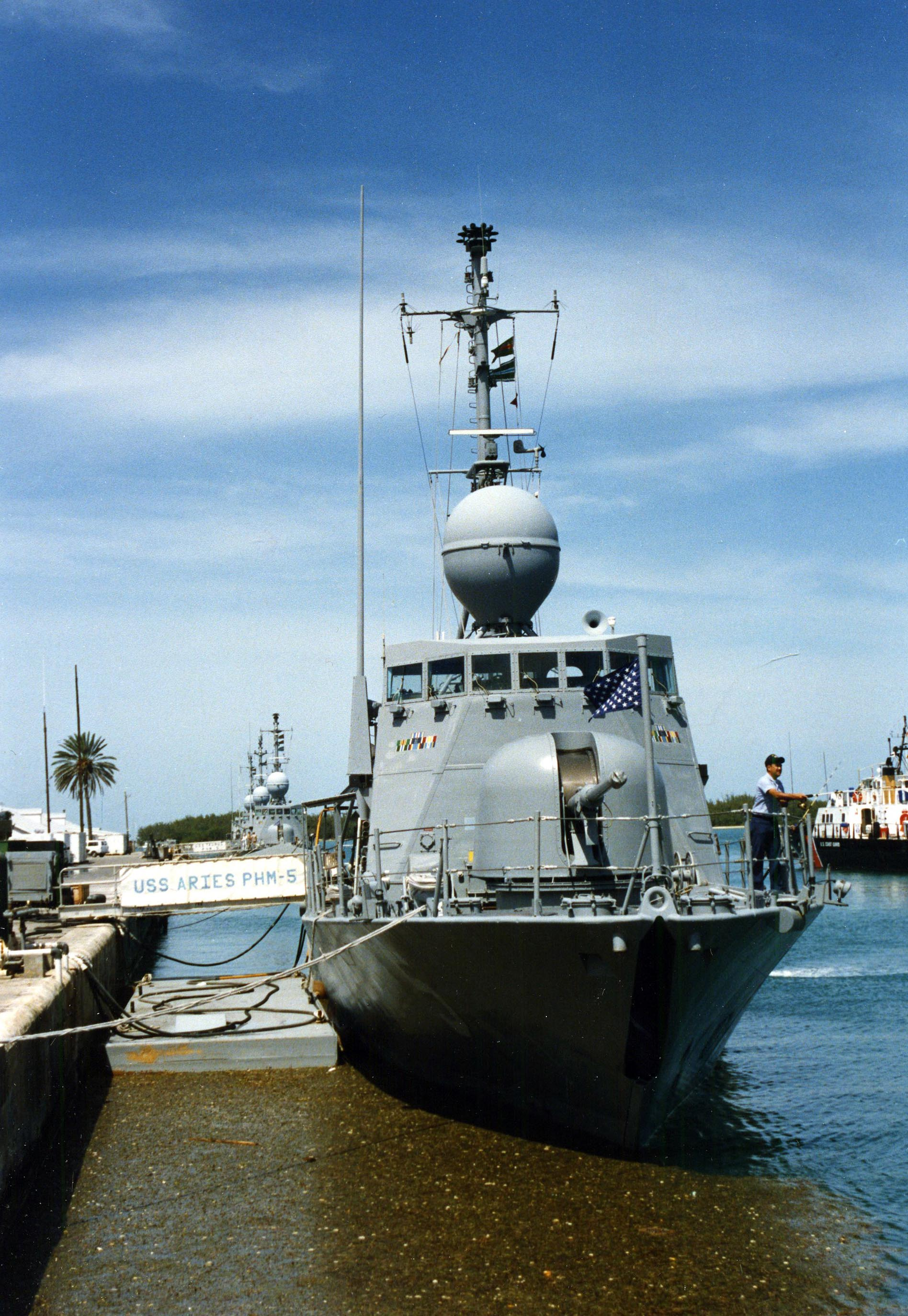
Aries à Key West en 2014